# Alerta d'acció
Una alerta d'acció és un missatge que una organització envia per a mobilitzar a la gent - sovint membres del seu grup i que donen suport a un punt de vista específic - cridant-los a prendre mesures per influir en les polítiques públiques.